# Françoise de Veyrinas
Françoise Marie Émilie de Veyrinas (ur. 4 września 1943 w Alzonne, zm. 16 sierpnia 2008 tamże) – francuska polityk, eurodeputowana V kadencji, wieloletnia zastępczyni mera Tuluzy, sekretarz stanu w rządzie centroprawicy.

## Życiorys
Była radną regionalną Midi-Pyrénées (1986–1992), radną departamentu Górna Garonna (1986–1992). Od 1993 do 1995 sprawowała mandat deputowanej do Zgromadzenia Narodowego X kadencji. Pełniła później krótko funkcję sekretarza stanu przy ministrze ds. integracji i przeciwdziałania wykluczeniom w gabinecie Alainie Juppé.
W wyborach w 1999 kandydowała do Parlamentu Europejskiego. Mandat objęła w 2002, zasiadała w grupie EPP-ED. Pracowała w Komisji Praw Kobiet i Równouprawnienia. Wiele lat działała w Unii na rzecz Demokracji Francuskiej, w 2002 przystąpiła do nowo powstałej Unii na rzecz Ruchu Ludowego.
Od 1983 była także radną Tuluzy, a od 1995 jednocześnie zajmowała stanowisko zastępcy mera tej miejscowości. Funkcje te pełniła do czasu swojej śmierci w 2008.
Odznaczona Orderem Narodowym Zasługi IV klasy (2005) i Legią Honorową IV klasy (2007).